# Analiza kroplowa
Analiza kroplowa (mikroanaliza) - metoda analizy jakościowej, którą opracowali N. Tananajew i F. Feigl w dwudziestych latach XX wieku. W analizie kroplowej reakcje zostają przeprowadzone na płytkach porcelanowych (białych lub czarnych) z wgłębieniami, na bibule filtracyjnej lub szkiełkach zegarkowych. Kropla badanego roztworu nanoszona jest na płytkę bądź bibułkę pipetą, oraz kroplę roztworu odczynnika, która powoduje charakterystyczne zabarwienie osadu.
W czasie przeprowadzania reakcji na bibule wykorzystywana jest kapilarno-adsorpcyjne właściwości papieru. Ciecz wsiąka w bibułę, a powstający barwny związek podlega procesowi adsorpcji na niewielkiej części bibuły, co prowadzi do zwiększa się czułość wykorzystywanej reakcji analitycznej.
Na bibule możliwe jest jedynie wykrycie jonów w obecności drugich podczas analizy kroplowej, nie stosując w tym czasie długich operacji strącania, sączenia, przemywania i rozpuszczania. Osiąga się to dzięki doborowi odpowiednich odczynników i dzięki specyficznej technice na bibule, na której poszczególne produkty reakcji rozmieszczają się koncentrycznie obok siebie.

## Przykłady zastosowań[1]
Przykładem zastosowania metody analizy kroplowej jest wykrywanie jonów żelazocyjankowych i rodankowych, ponieważ nie można stwierdzić obecności obok siebie bez rozdzielenia tych jonów. Kroplę badanego roztworu umieszcza się na bibule nasyconej roztworem ałunu żelaza (II). Wtedy środku powstanie niebieska plamka trudno rozpuszczalnego błękitu pruskiego, a wokół niej powstanie czerwony pierścień rodankowego kompleksu żelaza(III). Ciemnoniebieska plama wskazuje na obecność jonów heksacyjanożelazianowych, a czerwony pierścień-na obecność jonów tiocyjanianowych.
Kolejnym przykładem tej analizy jest wykrywanie jonów niklu za pomocą dimetylogliksymu w środowisku amoniakalnym w obecności jonów żelaza(III) i miedzi(II). Jony Cu2+ tworzą z amoniakiem ciemnoniebieski roztwór, a jony Fe3+-brunatną zawiesinę wodorotlenku żelaza(III). Zabarwienia te mogą zostać przysłonięte zabarwieniem trudno rozpuszczalnego kompleksu jonów Ni2+ z dimetyloglioksymem. Z tego powodu w klasycznej metodzie analizy jakościowej przed wykrywaniem niklu ważne jest oddzielanie jonów Cu2+ i Fe3+, jeżeli występują w większych ilościach. W czasie analizy kroplowej na bibule separacja przeprowadzana jest w tym samym czasie co wykrywanie. Jeżeli na bibułę naniesie się kroplę roztworu zawierającego jony Ni2+, Cu2+ i Fe3+ oraz amoniak (w nadmiarze), na środku bibuły powstanie plama o kolorze brunatnym, w której wytrąci się wodorotlenek żelaza(III), na obwodzie zaś, dzięki włosowatości bibuły, zatrzymają się jony aminamiedzi i niklu. Jeżeli na brunatną plamy naniesie się kroplę roztworu dimetyloglioksymu, wokół plamy wodorotlenku żelaza(III) powstanie różowa obwódka trudno rozpuszczalnego dimetylogliosymianu niklu; kompleks aminamiedzi(II) znajdzie się w dalszej zewnętrznej strefie plamy.

## Wnioski
Analiza kroplowa jest szybka i oszczędna z punktu widzenia zużycia badanego roztworu i odczynników. metoda daje dobre wyniki w przypadku mało złożonych badanego roztworu i odczynników. Metoda daje dobre wyniki w przypadku mało złożonych mieszanin jonów. Niektórych pierwiastków nie można jednak wykryć za pomocą analizy kroplowej z powodu braku odpowiednio czułych i specyficznych reakcji. Analizę kroplową można zlecić jako metodę pomocniczą w klasycznej analizie jakościowej i stosować do identyfikacji poszczególnych jonów w rozdzielonych już frakcjach.